# Аеродром Соловки
Аеродром Соловки (рус. Аэропорт Соловки, Aėroport Solovki) је аеродром у Русији на Соловетским острвима. Аеродром Соловки је аеродром  у области села Соловецки у Архангељској области. Аеродром је изграђен пре Другог светског рата. Од 1941. до 1945. коришћен је и у војне сврхе. Верује се да је имао мање присуство руске морнарице, али првенствено служи као цивилни аеродром за острво.
Као званични аеродром појавио се у прилогу издања часописа Аирпортс оф тхе Ворлд за новембар/децембар 2016. године.

## Авиокомпаније и дестинације
| Airlines                                     | Destinations       |
| -------------------------------------------- | ------------------ |
| 2. Архангелска уједињена авијациона дивизија | Архангељск–Васково |

## Индикатори учинка
| год        | 2014 | 2015 | 2016 | 2017 |
| у хиљадама | 12,0 | 13,6 | 11,5 | 9,87 |
| Извори:    |      |      |      |      |